# Kenshiro Tanioku
Kenshiro Tanioku (født 28. maj 1992) er en japansk fodboldspiller, som spiller for den japanske fodboldklub Kataller Toyama.